# Чемодан президента
Чемодан президента — пятнадцатый студийный альбом российской рок-группы «Крематорий», выпущенный в 2013 году.

## Об альбоме
Диск стал первым за 5 лет студийным альбомом группы.
Альбом также был выпущен на виниле.
Перед выпуском альбома среди фанатов группы был проведен конкурс на лучшую обложку для него. Победителем конкурса стал Никита Коновалов из Полоцка.
Заглавная песня альбома заняла первое место в Чартовой дюжине. "Такие песни как «Чемодан Президента», «Мэрилин» «Город Солнца» имеют все шансы стать хитами уровня «Безобразной Эльзы», «Катманду». Не идя на поводу у изменчивой моды, «Крематорий» остается одним из самых аутентичных рок-коллективов отечественной музыкальной сцены",- так охарактеризовали альбом критики.

## Список композиций
1. Увертюра
2. Чемодан президента
3. Вервольф
4. Микроб Бондарчук
5. Мэрилин
6. Дуэль
7. Город Солнца
8. Лёша
9. Легион (Звери лютые)
10. По ту сторону зла

## Участники записи
- Армен Григорян — вокал
- Владимир Куликов — гитара, акустическая гитара
- Николай Коршунов — бас-гитара, акустическая гитара
- Максим Гусельщиков — скрипка
- Андрей Ермола — ударные

Также в записи участвовали:
- Александр Махнёв — клавишные